# Драма (филмски жанр)
Драма је филмски жанр који највише зависи о унутрашњем развоју стварних ликова који се суочавају с емоционалним темама. Драмске теме као што су алкохолизам, наркоманија, расне предрасуде, религијска нетолеранција, сиромаштво, криминал и корупција стављају ликове у сукоб са њима самима, другима, друштвом и чак природним феноменима.
Овај филмски жанр у супротности је с акцијским филмом, који се ослања на динамичну акцију и физички сукоб, али и на површинску карактеризацију. Сви филмски жанрови могу укључивати драмске елементе, али обично се филмови који се сматрају драмским фокусирају углавном на драму главног сукоба.